# Hockeyallsvenskan 2014/2015
Hockeyallsvenskan 2014/2015 spelades som Sveriges näst högsta division i ishockey under säsongen 2014/2015. Denna säsong kom Svenska Hockeyligan att utöka ligan från 12 till 14 lag, två lag från Hockeyallsvenskan flyttades upp. Kvalserien slopades och ersattes med direktkval till Svenska Hockeyligan där vinnarna avancerade till nästa säsong.

## Förlopp
- Två nya lag tillkommer till serien, Vita Hästen från division 1, och AIK från SHL.

- Den 14 november 2014 meddelade AIK att tränarduon Thomas Fröberg och Peter Gradin får tillsammans med sportchefen Daniel Rudslätt lämna sina uppdrag i klubben. Som huvudtränare tog AIK in Peter Nordström, med David Engblom och Stefan Persson som assisterande.[1]
- Den 2 februari 2015 meddelade Södertälje SK att Janne Karlsson ersätts som huvudtränare. I hans ställe övertog assisterande tränaren Anders "Ante" Karlsson rollen som huvudtränare.[2]
- Den 16 februari 2015 meddelade Hockeyallsvenskan att man ingått ett sponsoravtal med bilverkstadskedjan MECA, där MECA får associationsrätten till Hockeyallsvenskan och dess klubbar kopplat till kvalmatcherna till SHL, och kvalet kommer samlas under namnet Meca Hockey Race.[3] Något som direkt fick kritik från olika håll, bland annat från ishockeyförbundet. Dock förtydligade Hockeyallsvenskan att det inte var något namnbyte på de olika finalerna och kvalen, utan de officiella namnen står kvar, och MECA har endast en associationsrätt till Hockeyallsvenskan.[4][5]
- Den 28 februari 2015 spelades den sista omgången (omgång 52), där det blev klart att Västerås (1) och Karlskrona (2) gör upp i Hockeyallsvenska finalen om en plats till SHL. Malmö (3), Rögle (4), Karlskoga (5), Björklöven (6), Mora (7) och Vita Hästen (8) spelar en rak serie, Slutspelsserien. För negativt kval stod det klart att AIK (13) gör Södertälje (14) sällskap till Kvalserien till hockeyallsvenskan.
- Den 10 mars 2015 blev Karlskrona HK klara för SHL säsongen 2015/2016, detta efter vinst mot VIK Västerås HK i Hockeyallsvenska finalen. Västerås får med det resultat möta vinnaren från Slutspelsserien.
- Den 25 mars 2015 blev Modo klara för SHL säsongen 2015/2016, detta efter vinst mot Vita Hästen i Direktkvalet till SHL. Vita Hästen får med det resultat spela i Hockeyallsvenskan säsongen 2015/2016.
- Den 28 mars 2015 blev Rögle BK klara för SHL säsongen 2015/2016, detta efter vinst mot Västerås Hockey i Direktkvalet till SHL. Västerås får med det resultat spela i Hockeyallsvenskan säsongen 2015/2016.
- Den 2 april 2015 blev Malmö Redhawks klara för SHL säsongen 2015/2016, detta efter vinst mot Leksands IF i Direktkvalet till SHL. Leksand får med det resultat spela i Hockeyallsvenskan säsongen 2015/2016.

## Deltagande lag
| Lag             | Län            | Ort        | Arena                   | Pl  | 1:a säsongen | Sedan     |
| --------------- | -------------- | ---------- | ----------------------- | --- | ------------ | --------- |
| AIK             | Stockholm      | Stockholm  | Hovet                   | 13  | 2002/2003    | 2014/2015 |
| Almtuna IS      | Uppsala        | Uppsala    | Metallåtervinning Arena | 10  | 2001/2002    | 2003/2004 |
| Asplöven HC     | Norrbotten     | Haparanda  | Arena Polarica          | 11  | 2012/2013    | 2012/2013 |
| BIK Karlskoga   | Örebro         | Karlskoga  | Nobelhallen             | 4   | 1999/2000    | 1999/2000 |
| IF Björklöven   | Västerbotten   | Umeå       | T3 Center               | 14  | 1999/2000    | 2013/2014 |
| IK Oskarshamn   | Kalmar         | Oskarshamn | Arena Oskarshamn        | 9   | 1999/2000    | 1999/2000 |
| Karlskrona HK   | Blekinge       | Karlskrona | Arena Karlskrona        | 5   | 2012/2013    | 2012/2013 |
| Malmö Redhawks  | Skåne          | Malmö      | Malmö Arena             | 1   | 2005/2006    | 2007/2008 |
| Mora IK         | Dalarna        | Mora       | FM Mattsson Arena       | 6   | 1999/2000    | 2008/2009 |
| Rögle BK        | Skåne          | Ängelholm  | Lindab Arena            | 7   | 1999/2000    | 2013/2014 |
| Södertälje SK   | Stockholm      | Södertälje | AXA Sports Center       | 12  | 1999/2000    | 2011/2012 |
| Timrå IK        | Västernorrland | Timrå      | E.ON Arena              | 8   | 1999/2000    | 2013/2014 |
| VIK Västerås HK | Västmanland    | Västerås   | ABB Arena               | 2   | 2002/2003    | 2002/2003 |
| Vita Hästen     | Östergötland   | Norrköping | Himmelstalundshallen    | 1AS | 2014/2015    | 2014/2015 |

## Tabell

### Poängtabell
| Nr | Lag             | S  | V  | ÖV | ÖF | F  | GM  | IM  | MS  | P  |
| -- | --------------- | -- | -- | -- | -- | -- | --- | --- | --- | -- |
| 1  | VIK Västerås    | 52 | 28 | 4  | 6  | 14 | 144 | 116 | +28 | 98 |
| 2  | Karlskrona HK   | 52 | 26 | 8  | 2  | 16 | 159 | 124 | +35 | 96 |
| 3  | Malmö Redhawks  | 52 | 25 | 7  | 6  | 14 | 168 | 122 | +46 | 95 |
| 4  | Rögle BK        | 52 | 22 | 6  | 7  | 17 | 158 | 140 | +18 | 85 |
| 5  | BIK Karlskoga   | 52 | 22 | 6  | 4  | 20 | 162 | 162 | 0   | 82 |
| 6  | IF Björklöven   | 52 | 19 | 10 | 4  | 19 | 135 | 136 | −1  | 81 |
| 7  | Mora IK         | 52 | 22 | 3  | 7  | 20 | 130 | 141 | −11 | 79 |
| 8  | Vita Hästen (U) | 52 | 19 | 6  | 5  | 22 | 129 | 142 | −13 | 74 |
| 9  | Almtuna IS      | 52 | 20 | 3  | 8  | 21 | 130 | 146 | −16 | 74 |
| 10 | Timrå IK        | 52 | 20 | 2  | 7  | 23 | 128 | 139 | −11 | 71 |
| 11 | IK Oskarshamn   | 52 | 16 | 6  | 9  | 21 | 133 | 151 | −18 | 69 |
| 12 | Asplöven HC     | 52 | 16 | 7  | 6  | 23 | 150 | 160 | −10 | 68 |
| 13 | AIK (N)         | 52 | 16 | 5  | 7  | 24 | 118 | 142 | −24 | 65 |
| 14 | Södertälje SK   | 52 | 10 | 10 | 5  | 27 | 123 | 146 | −23 | 55 |

### Resultattabell
| Hemma \ Borta   | AIK     | ALM     | ASP     | BIK     | VIT     | IFB     | IKO     | KAR     | MAL     | MOR     | RÖG     | SÖD     | TIM     | VIK     |
| AIK Ishockey    | —       | 2–4 1–2 | 3–6 1–3 | 5–3 2–5 | 3–2     | 3–4 4–1 | 3–2 1–2 | 5–2 2–3 | 3–2 1–2 | 2–3 3–0 | 1–3 2–3 | 2–3 3–2 | 2–3 1–2 | 3–2 2–3 |
| Almtuna IS      | 2–3 4–2 | —       | 3–2 4–3 | 2–5 3–1 | 2–3 1–2 | 5–1 4–5 | 4–1 3–2 | 2–3 0–4 | 3–2 2–3 | 4–2 5–3 | 3–4 5–3 | 3–1 4–2 | 3–0 0–3 | 2–0 1–4 |
| Asplöven HC     | 4–2 2–4 | 5–3 2–3 | —       | 1–3 6–7 | 4–5 6–2 | 2–3 4–5 | 3–4 6–3 | 5–3 3–5 | 3–2 1–2 | 2–1 8–3 | 3–0 4–3 | 4–3 0–1 | 5–2 3–0 | 2–6 1–3 |
| BIK Karlskoga   | 5–3 2–1 | 2–4 3–2 | 2–4 3–1 | —       | 2–1 4–3 | 5–6     | 5–2 4–2 | 0–3 4–1 | 3–1 3–4 | 5–4 2–3 | 6–4 5–4 | 0–4 3–2 | 1–2 2–5 | 5–2 3–0 |
| HC Vita Hästen  | 3–5 0–2 | 2–0 3–2 | 5–2 4–1 | 2–4 4–3 | —       | 3–0 4–1 | 5–3 3–4 | 3–4 2–3 | 2–1 3–6 | 2–1 1–2 | 2–3 3–1 | 2–1 4–3 | 6–3 0–2 | 2–5 1–4 |
| IF Björklöven   | 2–0 1–2 | 4–0 4–3 | 1–2 4–2 | 4–3 1–2 | 3–1     | —       | 1–2 3–2 | 2–0 5–3 | 0–3 6–3 | 1–2 1–4 | 3–2 3–0 | 3–1 3–0 | 3–1 2–1 | 1–4 4–3 |
| IK Oskarshamn   | 6–1 1–2 | 0–2 6–5 | 2–3 5–3 | 4–0 4–2 | 1–2 4–3 | 2–0 3–2 | —       | 5–1 3–7 | 3–4 5–4 | 3–4 1–3 | 1–2 4–1 | 3–2 4–3 | 3–2 3–4 | 4–1 2–3 |
| Karlskrona HK   | 4–1 3–2 | 4–3 2–1 | 3–1 3–2 | 6–2 2–1 | 4–1 2–4 | 5–1 2–4 | 4–1 3–1 | —       | 0–3 1–3 | 3–4 4–2 | 5–3 3–1 | 0–1 5–3 | 5–3 3–1 | 1–3 2–1 |
| Malmö Redhawks  | 2–3 3–1 | 4–1 8–1 | 4–1 2–3 | 6–2 3–5 | 0–2 9–1 | 6–1 4–2 | 0–3 3–2 | 4–2 3–5 | —       | 2–3 5–2 | 3–1 2–1 | 3–4 4–3 | 2–1 4–2 | 3–2 2–3 |
| Mora IK         | 4–3 0–1 | 3–4 3–2 | 1–3 4–3 | 5–3 2–3 | 0–1 1–2 | 0–3 2–7 | 2–0 5–1 | 3–2 3–4 | 1–2 1–7 | —       | 0–2 1–2 | 5–2 4–1 | 4–6 5–2 | 5–2 0–2 |
| Rögle BK        | 3–4 5–2 | 6–4 3–2 | 4–1 8–0 | 4–2 6–4 | 2–0 2–6 | 1–2 4–3 | 2–3 4–1 | 2–5 4–3 | 3–2 3–4 | 1–2 3–2 | —       | 6–2 4–0 | 3–2 5–1 | 3–4 5–4 |
| Södertälje SK   | 3–1 2–1 | 3–1 1–3 | 3–1 3–4 | 2–3 3–4 | 3–2 5–1 | 2–1 4–0 | 4–3 1–3 | 2–5 2–1 | 4–6 2–3 | 5–4 1–2 | 5–4 3–4 | —       | 3–5 4–2 | 3–1 1–3 |
| Timrå IK        | 3–1 3–5 | 3–0 1–2 | 1–3 3–4 | 3–2 1–2 | 2–3 4–1 | 3–1 3–5 | 4–2 6–0 | 5–2 1–2 | 3–1 5–3 | 1–2 2–4 | 0–4 3–2 | 1–4 2–0 | —       | 0–2 3–4 |
| VIK Västerås HK | 1–2 5–1 | 4–1 3–1 | 2–1 4–2 | 4–5 3–2 | 2–5 4–2 | 4–0 5–3 | 3–0 3–2 | 0–4 1–3 | 1–2 3–2 | 1–2 3–2 | 3–4 2–1 | 3–0 3–1 | 4–3 2–4 | —       |

## Statistik
|    | Spelare         | Lag             | M  | Mål | P  |
| -- | --------------- | --------------- | -- | --- | -- |
| 1  | Jacob Lagacé    | Asplöven HC     | 52 | 20  | 57 |
| 2  | Jesper Jensen   | Rögle BK        | 51 | 16  | 48 |
| 3  | Kevin Mitchell  | Mora IK         | 52 | 10  | 48 |
| 4  | John Henrion    | Asplöven HC     | 52 | 33  | 46 |
| 5  | Dustin Johner   | VIK Västerås HK | 51 | 26  | 46 |
| 6  | Greg Squires    | IK Oskarshamn   | 51 | 18  | 44 |
| 7  | Frederik Storm  | Malmö Redhawks  | 50 | 21  | 43 |
| 8  | Stefan Öhman    | IF Björklöven   | 51 | 19  | 41 |
| 9  | Marcus Eriksson | HC Vita Hästen  | 46 | 10  | 40 |
| 10 | Joel Kellman    | Karlskrona HK   | 49 | 17  | 39 |

|    | Spelare          | Lag             | M  | GAA  | S%   |
| -- | ---------------- | --------------- | -- | ---- | ---- |
| 1  | Johannes Jönsson | HC Vita Hästen  | 14 | 1.88 | 93.9 |
| 2  | Axel Brage       | HC Vita Hästen  | 37 | 2.47 | 92.7 |
| 3  | Johan Holmqvist  | Almtuna IS      | 22 | 2.05 | 92.5 |
| 4  | Dan Bakala       | Mora IK         | 39 | 2.52 | 92.4 |
| 5  | Timo Leinonen    | Karlskrona HK   | 11 | 1.93 | 92.3 |
| 6  | Jonatan Bjurö    | VIK Västerås HK | 19 | 1.86 | 92.2 |
| 7  | Kevin Lindskoug  | IF Björklöven   | 36 | 2.30 | 92.2 |
| 8  | Lars Volden      | Rögle BK        | 41 | 2.31 | 91.9 |
| 9  | Gasper Kroselj   | IK Oskarshamn   | 44 | 2.47 | 91.9 |
| 10 | Jonas Fransson   | VIK Västerås HK | 34 | 2.12 | 91.6 |

## Hockeyallsvenska finalen

### VIK Västerås (HA1) – Karlskrona HK (HA2)
Lag 1 och lag 2 från Hockeyallsvenskan spelade en serie på bäst av fem matcher. Vinnarlaget avancerade till SHL medan förlorarlaget gick vidare till Direktkval.
| 1     | 4 mars 2015 | VIK Västerås HK                             | 2 – 1                     | Karlskrona HK             | ABB Arena Nord                            |                                           |
| 19:00 | 19:00       | (0–1, 1–0, 1–0) Summering                   | (0–1, 1–0, 1–0) Summering | (0–1, 1–0, 1–0) Summering | Västerås Publik: 4 804 Domare: Johan Häll | Västerås Publik: 4 804 Domare: Johan Häll |
| 19:00 | 19:00       | Dustin Johner (34:11) Dustin Johner (57:18) | Mål                       | (00:33) Erik Thorell      | Västerås Publik: 4 804 Domare: Johan Häll | Västerås Publik: 4 804 Domare: Johan Häll |
| 19:00 | 19:00       |                                             |                           |                           | Västerås Publik: 4 804 Domare: Johan Häll | Västerås Publik: 4 804 Domare: Johan Häll |
| 19:00 | 19:00       |                                             |                           |                           | Västerås Publik: 4 804 Domare: Johan Häll | Västerås Publik: 4 804 Domare: Johan Häll |
| 19:00 | 19:00       |                                             |                           |                           | Västerås Publik: 4 804 Domare: Johan Häll | Västerås Publik: 4 804 Domare: Johan Häll |
| 19:00 | 19:00       |                                             |                           |                           | Västerås Publik: 4 804 Domare: Johan Häll | Västerås Publik: 4 804 Domare: Johan Häll |

| 2     | 6 mars 2015 | Karlskrona HK                                                               | 3 – 1                     | VIK Västerås HK           | Arena Karlskrona                              |                                               |
| 19:00 | 19:00       | (2–0, 0–0, 1–1) Summering                                                   | (2–0, 0–0, 1–1) Summering | (2–0, 0–0, 1–1) Summering | Karlskrona Publik: 3 485 Domare: Daniel Winge | Karlskrona Publik: 3 485 Domare: Daniel Winge |
| 19:00 | 19:00       | Maksim Matusjkin (02:18) Niklas Lihagen (12:56) Alexander Bergström (54:47) | Mål                       | (59.49) Fredrik Johansson | Karlskrona Publik: 3 485 Domare: Daniel Winge | Karlskrona Publik: 3 485 Domare: Daniel Winge |
| 19:00 | 19:00       |                                                                             |                           |                           | Karlskrona Publik: 3 485 Domare: Daniel Winge | Karlskrona Publik: 3 485 Domare: Daniel Winge |
| 19:00 | 19:00       |                                                                             |                           |                           | Karlskrona Publik: 3 485 Domare: Daniel Winge | Karlskrona Publik: 3 485 Domare: Daniel Winge |
| 19:00 | 19:00       |                                                                             |                           |                           | Karlskrona Publik: 3 485 Domare: Daniel Winge | Karlskrona Publik: 3 485 Domare: Daniel Winge |
| 19:00 | 19:00       |                                                                             |                           |                           | Karlskrona Publik: 3 485 Domare: Daniel Winge | Karlskrona Publik: 3 485 Domare: Daniel Winge |

| 3     | 8 mars 2015 | VIK Västerås HK                                                         | 3 – 4 (e.fl.)                       | Karlskrona HK                                                                         | ABB Arena Nord                                    |                                                   |
| 19:00 | 19:00       | (2–0, 0–2, 1–1, 0–0, 0–1) Summering                                     | (2–0, 0–2, 1–1, 0–0, 0–1) Summering | (2–0, 0–2, 1–1, 0–0, 0–1) Summering                                                   | Västerås Publik: 4 862 Domare: Andreas Harnebring | Västerås Publik: 4 862 Domare: Andreas Harnebring |
| 19:00 | 19:00       | Robin Jacobsson (13:33) Jonas Emmerdahl (17:26) Robin Jacobsson (57:53) | Mål                                 | (22:02) Joel Kellman (29:23) Joel Kellman (40:11) Niklas Lihagen (90:50) Joel Kellman | Västerås Publik: 4 862 Domare: Andreas Harnebring | Västerås Publik: 4 862 Domare: Andreas Harnebring |
| 19:00 | 19:00       |                                                                         |                                     |                                                                                       | Västerås Publik: 4 862 Domare: Andreas Harnebring | Västerås Publik: 4 862 Domare: Andreas Harnebring |
| 19:00 | 19:00       |                                                                         |                                     |                                                                                       | Västerås Publik: 4 862 Domare: Andreas Harnebring | Västerås Publik: 4 862 Domare: Andreas Harnebring |
| 19:00 | 19:00       |                                                                         |                                     |                                                                                       | Västerås Publik: 4 862 Domare: Andreas Harnebring | Västerås Publik: 4 862 Domare: Andreas Harnebring |
| 19:00 | 19:00       |                                                                         |                                     |                                                                                       | Västerås Publik: 4 862 Domare: Andreas Harnebring | Västerås Publik: 4 862 Domare: Andreas Harnebring |

| 4     | 10 mars 2015 | Karlskrona HK                                   | 2 – 1                     | VIK Västerås HK           | Arena Karlskrona                                    |                                                     |
| 19:00 | 19:00        | (0–1, 0–0, 2–0) Summering                       | (0–1, 0–0, 2–0) Summering | (0–1, 0–0, 2–0) Summering | Karlskrona Publik: 3 550 Domare: Andreas Harnebring | Karlskrona Publik: 3 550 Domare: Andreas Harnebring |
| 19:00 | 19:00        | Joel Kellman (53:04) Vyacheslav Trukhno (55:31) | Mål                       | (04:11) Dustin Johner     | Karlskrona Publik: 3 550 Domare: Andreas Harnebring | Karlskrona Publik: 3 550 Domare: Andreas Harnebring |
| 19:00 | 19:00        |                                                 |                           |                           | Karlskrona Publik: 3 550 Domare: Andreas Harnebring | Karlskrona Publik: 3 550 Domare: Andreas Harnebring |
| 19:00 | 19:00        |                                                 |                           |                           | Karlskrona Publik: 3 550 Domare: Andreas Harnebring | Karlskrona Publik: 3 550 Domare: Andreas Harnebring |
| 19:00 | 19:00        |                                                 |                           |                           | Karlskrona Publik: 3 550 Domare: Andreas Harnebring | Karlskrona Publik: 3 550 Domare: Andreas Harnebring |
| 19:00 | 19:00        |                                                 |                           |                           | Karlskrona Publik: 3 550 Domare: Andreas Harnebring | Karlskrona Publik: 3 550 Domare: Andreas Harnebring |

## Slutspelsserien
Lag 3–8 från Hockeyallsvenskan ingick i årets slutspelsserie, där de tre bäst placerade lagen i grundserien tilldelades 3, 2 respektive 1 poäng före seriespelet.

### Tabell
| Nr | Lag            | S | V | ÖV | ÖF | F | GM | IM | MS | P  |
| -- | -------------- | - | - | -- | -- | - | -- | -- | -- | -- |
| 1  | Rögle BK       | 5 | 2 | 3  | 0  | 0 | 19 | 11 | +8 | 14 |
| 2  | Vita Hästen    | 5 | 3 | 1  | 1  | 0 | 14 | 9  | +5 | 12 |
| 3  | Malmö Redhawks | 5 | 1 | 1  | 0  | 3 | 8  | 13 | −5 | 8  |
| 4  | IF Björklöven  | 5 | 1 | 2  | 0  | 2 | 10 | 9  | +1 | 7  |
| 5  | Mora IK        | 5 | 1 | 0  | 3  | 1 | 12 | 13 | −1 | 6  |
| 6  | BIK Karlskoga  | 5 | 0 | 0  | 3  | 2 | 10 | 18 | −8 | 4  |

Tabelldata hämtas från Svenska Ishockeyförbundet

### Matcher
| 1     | 5 mars 2015 | IF Malmö Redhawks       | 2–5                     | Rögle BK                | Malmö Arena   |               |
| 19:00 | 19:00       | (1–0, 1–1, 0–4) Rapport | (1–0, 1–1, 0–4) Rapport | (1–0, 1–1, 0–4) Rapport | Publik: 8 253 | Publik: 8 253 |
| 19:00 | 19:00       |                         |                         |                         | Publik: 8 253 | Publik: 8 253 |
| 19:00 | 19:00       |                         |                         |                         | Publik: 8 253 | Publik: 8 253 |
| 19:00 | 19:00       |                         |                         |                         | Publik: 8 253 | Publik: 8 253 |
| 19:00 | 19:00       |                         |                         |                         | Publik: 8 253 | Publik: 8 253 |
| 19:00 | 19:00       |                         |                         |                         | Publik: 8 253 | Publik: 8 253 |

| 1     | 5 mars 2015 | BIK Karlskoga                | 1–2 (e.fl.)                  | IF Björklöven                | Nobelhallen   |               |
| 19:00 | 19:00       | (0–0, 1–1, 0–0, 0–1) Rapport | (0–0, 1–1, 0–0, 0–1) Rapport | (0–0, 1–1, 0–0, 0–1) Rapport | Publik: 2 213 | Publik: 2 213 |
| 19:00 | 19:00       |                              |                              |                              | Publik: 2 213 | Publik: 2 213 |
| 19:00 | 19:00       |                              |                              |                              | Publik: 2 213 | Publik: 2 213 |
| 19:00 | 19:00       |                              |                              |                              | Publik: 2 213 | Publik: 2 213 |
| 19:00 | 19:00       |                              |                              |                              | Publik: 2 213 | Publik: 2 213 |
| 19:00 | 19:00       |                              |                              |                              | Publik: 2 213 | Publik: 2 213 |

| 1     | 5 mars 2015 | Mora IK                      | 2–3 (e.fl.)                  | HC Vita Hästen               | FM Mattsson Arena |               |
| 19:00 | 19:00       | (0–1, 2–1, 0–0, 0–1) Rapport | (0–1, 2–1, 0–0, 0–1) Rapport | (0–1, 2–1, 0–0, 0–1) Rapport | Publik: 2 360     | Publik: 2 360 |
| 19:00 | 19:00       |                              |                              |                              | Publik: 2 360     | Publik: 2 360 |
| 19:00 | 19:00       |                              |                              |                              | Publik: 2 360     | Publik: 2 360 |
| 19:00 | 19:00       |                              |                              |                              | Publik: 2 360     | Publik: 2 360 |
| 19:00 | 19:00       |                              |                              |                              | Publik: 2 360     | Publik: 2 360 |
| 19:00 | 19:00       |                              |                              |                              | Publik: 2 360     | Publik: 2 360 |

| 2     | 7 mars 2015 | Rögle BK                          | 5–4 (e.str.)                      | BIK Karlskoga                     | Lindab Arena  |               |
| 16:00 | 16:00       | (1–2, 1–2, 2–0, 0–0, 1–0) Rapport | (1–2, 1–2, 2–0, 0–0, 1–0) Rapport | (1–2, 1–2, 2–0, 0–0, 1–0) Rapport | Publik: 3 399 | Publik: 3 399 |
| 16:00 | 16:00       |                                   |                                   |                                   | Publik: 3 399 | Publik: 3 399 |
| 16:00 | 16:00       |                                   |                                   |                                   | Publik: 3 399 | Publik: 3 399 |
| 16:00 | 16:00       |                                   |                                   |                                   | Publik: 3 399 | Publik: 3 399 |
| 16:00 | 16:00       |                                   |                                   |                                   | Publik: 3 399 | Publik: 3 399 |
| 16:00 | 16:00       |                                   |                                   |                                   | Publik: 3 399 | Publik: 3 399 |

| 2     | 7 mars 2015 | IF Björklöven                     | 4–3 (e.str.)                      | Mora IK                           | T3 Center     |               |
| 16:00 | 16:00       | (0–1, 3–2, 0–0, 0–0, 1–0) Rapport | (0–1, 3–2, 0–0, 0–0, 1–0) Rapport | (0–1, 3–2, 0–0, 0–0, 1–0) Rapport | Publik: 4 786 | Publik: 4 786 |
| 16:00 | 16:00       |                                   |                                   |                                   | Publik: 4 786 | Publik: 4 786 |
| 16:00 | 16:00       |                                   |                                   |                                   | Publik: 4 786 | Publik: 4 786 |
| 16:00 | 16:00       |                                   |                                   |                                   | Publik: 4 786 | Publik: 4 786 |
| 16:00 | 16:00       |                                   |                                   |                                   | Publik: 4 786 | Publik: 4 786 |
| 16:00 | 16:00       |                                   |                                   |                                   | Publik: 4 786 | Publik: 4 786 |

| 2     | 7 mars 2015 | HC Vita Hästen          | 3–1                     | IF Malmö Redhawks       | Himmelstalundshallen |               |
| 16:00 | 16:00       | (0–0, 1–0, 2–1) Rapport | (0–0, 1–0, 2–1) Rapport | (0–0, 1–0, 2–1) Rapport | Publik: 4 229        | Publik: 4 229 |
| 16:00 | 16:00       |                         |                         |                         | Publik: 4 229        | Publik: 4 229 |
| 16:00 | 16:00       |                         |                         |                         | Publik: 4 229        | Publik: 4 229 |
| 16:00 | 16:00       |                         |                         |                         | Publik: 4 229        | Publik: 4 229 |
| 16:00 | 16:00       |                         |                         |                         | Publik: 4 229        | Publik: 4 229 |
| 16:00 | 16:00       |                         |                         |                         | Publik: 4 229        | Publik: 4 229 |

| 3     | 9 mars 2015 | IF Malmö Redhawks       | 0–2                     | IF Björklöven           | Malmö Arena   |               |
| 19:00 | 19:00       | (0–0, 0–2, 0–0) Rapport | (0–0, 0–2, 0–0) Rapport | (0–0, 0–2, 0–0) Rapport | Publik: 4 829 | Publik: 4 829 |
| 19:00 | 19:00       |                         |                         |                         | Publik: 4 829 | Publik: 4 829 |
| 19:00 | 19:00       |                         |                         |                         | Publik: 4 829 | Publik: 4 829 |
| 19:00 | 19:00       |                         |                         |                         | Publik: 4 829 | Publik: 4 829 |
| 19:00 | 19:00       |                         |                         |                         | Publik: 4 829 | Publik: 4 829 |
| 19:00 | 19:00       |                         |                         |                         | Publik: 4 829 | Publik: 4 829 |

| 3     | 9 mars 2015 | Rögle BK                          | 2–1 (e.str.)                      | HC Vita Hästen                    | Lindab Arena  |               |
| 19:00 | 19:00       | (0–0, 0–0, 1–1, 0–0, 1–0) Rapport | (0–0, 0–0, 1–1, 0–0, 1–0) Rapport | (0–0, 0–0, 1–1, 0–0, 1–0) Rapport | Publik: 3 226 | Publik: 3 226 |
| 19:00 | 19:00       |                                   |                                   |                                   | Publik: 3 226 | Publik: 3 226 |
| 19:00 | 19:00       |                                   |                                   |                                   | Publik: 3 226 | Publik: 3 226 |
| 19:00 | 19:00       |                                   |                                   |                                   | Publik: 3 226 | Publik: 3 226 |
| 19:00 | 19:00       |                                   |                                   |                                   | Publik: 3 226 | Publik: 3 226 |
| 19:00 | 19:00       |                                   |                                   |                                   | Publik: 3 226 | Publik: 3 226 |

| 3     | 9 mars 2015 | BIK Karlskoga           | 0–3                     | Mora IK                 | Nobelhallen   |               |
| 19:00 | 19:00       | (0–0, 0–3, 0–0) Rapport | (0–0, 0–3, 0–0) Rapport | (0–0, 0–3, 0–0) Rapport | Publik: 2 110 | Publik: 2 110 |
| 19:00 | 19:00       |                         |                         |                         | Publik: 2 110 | Publik: 2 110 |
| 19:00 | 19:00       |                         |                         |                         | Publik: 2 110 | Publik: 2 110 |
| 19:00 | 19:00       |                         |                         |                         | Publik: 2 110 | Publik: 2 110 |
| 19:00 | 19:00       |                         |                         |                         | Publik: 2 110 | Publik: 2 110 |
| 19:00 | 19:00       |                         |                         |                         | Publik: 2 110 | Publik: 2 110 |

| 4     | 11 mars 2015 | IF Björklöven           | 1–2                     | HC Vita Hästen          | T3 Center     |               |
| 19:00 | 19:00        | (0–0, 0–2, 1–0) Rapport | (0–0, 0–2, 1–0) Rapport | (0–0, 0–2, 1–0) Rapport | Publik: 5 450 | Publik: 5 450 |
| 19:00 | 19:00        |                         |                         |                         | Publik: 5 450 | Publik: 5 450 |
| 19:00 | 19:00        |                         |                         |                         | Publik: 5 450 | Publik: 5 450 |
| 19:00 | 19:00        |                         |                         |                         | Publik: 5 450 | Publik: 5 450 |
| 19:00 | 19:00        |                         |                         |                         | Publik: 5 450 | Publik: 5 450 |
| 19:00 | 19:00        |                         |                         |                         | Publik: 5 450 | Publik: 5 450 |

| 4     | 11 mars 2015 | Mora IK                           | 3–4 (e.str.)                      | Rögle BK                          | FM Mattsson Arena |               |
| 19:00 | 19:00        | (0–1, 2–2, 1–0, 0–0, 0–1) Rapport | (0–1, 2–2, 1–0, 0–0, 0–1) Rapport | (0–1, 2–2, 1–0, 0–0, 0–1) Rapport | Publik: 2 482     | Publik: 2 482 |
| 19:00 | 19:00        |                                   |                                   |                                   | Publik: 2 482     | Publik: 2 482 |
| 19:00 | 19:00        |                                   |                                   |                                   | Publik: 2 482     | Publik: 2 482 |
| 19:00 | 19:00        |                                   |                                   |                                   | Publik: 2 482     | Publik: 2 482 |
| 19:00 | 19:00        |                                   |                                   |                                   | Publik: 2 482     | Publik: 2 482 |
| 19:00 | 19:00        |                                   |                                   |                                   | Publik: 2 482     | Publik: 2 482 |

| 4     | 11 mars 2015 | BIK Karlskoga                     | 2–3 (e.str.)                      | IF Malmö Redhawks                 | Nobelhallen   |               |
| 19:00 | 19:00        | (0–0, 1–1, 1–1, 0–0, 0–1) Rapport | (0–0, 1–1, 1–1, 0–0, 0–1) Rapport | (0–0, 1–1, 1–1, 0–0, 0–1) Rapport | Publik: 2 115 | Publik: 2 115 |
| 19:00 | 19:00        |                                   |                                   |                                   | Publik: 2 115 | Publik: 2 115 |
| 19:00 | 19:00        |                                   |                                   |                                   | Publik: 2 115 | Publik: 2 115 |
| 19:00 | 19:00        |                                   |                                   |                                   | Publik: 2 115 | Publik: 2 115 |
| 19:00 | 19:00        |                                   |                                   |                                   | Publik: 2 115 | Publik: 2 115 |
| 19:00 | 19:00        |                                   |                                   |                                   | Publik: 2 115 | Publik: 2 115 |

| 5     | 13 mars 2015 | IF Malmö Redhawks       | 2–1                     | Mora IK                 | Malmö Arena   |               |
| 19:00 | 19:00        | (1–1, 1–0, 0–0) Rapport | (1–1, 1–0, 0–0) Rapport | (1–1, 1–0, 0–0) Rapport | Publik: 5 314 | Publik: 5 314 |
| 19:00 | 19:00        |                         |                         |                         | Publik: 5 314 | Publik: 5 314 |
| 19:00 | 19:00        |                         |                         |                         | Publik: 5 314 | Publik: 5 314 |
| 19:00 | 19:00        |                         |                         |                         | Publik: 5 314 | Publik: 5 314 |
| 19:00 | 19:00        |                         |                         |                         | Publik: 5 314 | Publik: 5 314 |
| 19:00 | 19:00        |                         |                         |                         | Publik: 5 314 | Publik: 5 314 |

| 5     | 13 mars 2015 | Rögle BK                | 3–1                     | IF Björklöven           | Lindab Arena  |               |
| 19:00 | 19:00        | (2–0, 1–0, 0–1) Rapport | (2–0, 1–0, 0–1) Rapport | (2–0, 1–0, 0–1) Rapport | Publik: 3 631 | Publik: 3 631 |
| 19:00 | 19:00        |                         |                         |                         | Publik: 3 631 | Publik: 3 631 |
| 19:00 | 19:00        |                         |                         |                         | Publik: 3 631 | Publik: 3 631 |
| 19:00 | 19:00        |                         |                         |                         | Publik: 3 631 | Publik: 3 631 |
| 19:00 | 19:00        |                         |                         |                         | Publik: 3 631 | Publik: 3 631 |
| 19:00 | 19:00        |                         |                         |                         | Publik: 3 631 | Publik: 3 631 |

| 5     | 13 mars 2015 | HC Vita Hästen          | 5–3                     | BIK Karlskoga           | Himmelstalundshallen |               |
| 19:00 | 19:00        | (0–1, 3–0, 2–2) Rapport | (0–1, 3–0, 2–2) Rapport | (0–1, 3–0, 2–2) Rapport | Publik: 4 501        | Publik: 4 501 |
| 19:00 | 19:00        |                         |                         |                         | Publik: 4 501        | Publik: 4 501 |
| 19:00 | 19:00        |                         |                         |                         | Publik: 4 501        | Publik: 4 501 |
| 19:00 | 19:00        |                         |                         |                         | Publik: 4 501        | Publik: 4 501 |
| 19:00 | 19:00        |                         |                         |                         | Publik: 4 501        | Publik: 4 501 |
| 19:00 | 19:00        |                         |                         |                         | Publik: 4 501        | Publik: 4 501 |

## Kvalspel till Hockeyallsvenskan
| Nr | Lag             | S  | V | ÖV | ÖF | F | GM | IM | MS  | P  |
| -- | --------------- | -- | - | -- | -- | - | -- | -- | --- | -- |
| 1  | AIK             | 10 | 4 | 4  | 0  | 2 | 35 | 23 | +12 | 20 |
| 2  | Tingsryds AIF ▲ | 10 | 5 | 0  | 2  | 3 | 37 | 28 | +9  | 17 |
| 3  | IK Pantern ▲    | 10 | 5 | 1  | 0  | 4 | 26 | 29 | −3  | 17 |
| 4  | IF Sundsvall ▲  | 10 | 4 | 1  | 1  | 4 | 19 | 22 | −3  | 15 |
| 5  | Västerviks IK   | 10 | 3 | 0  | 2  | 5 | 17 | 29 | −12 | 11 |
| 6  | Södertälje SK ▼ | 10 | 3 | 0  | 1  | 6 | 26 | 29 | −3  | 10 |

### Matcher
| Omgång 1 - 2015-03-12 AIK-Södertälje SK 3–0 (1–0, 1–0, 1–0) 2874, Hovet - 2015-03-12 IF Sundsvall Hockey-IK Pantern 2–3 (0–0, 1–1, 1–1, 0–1) 2132, Sundsvall Energi Arena - 2015-03-12 Västerviks IK-Tingsryds AIF 4–2 (0–0, 1–2, 3–0) 1214, Plivit Trade-hallen Omgång 2 - 2015-03-15 AIK-Västerviks IK 4–1 (0–1, 3–0, 1–0), 3141, Hovet - 2015-03-15 Södertälje SK-IF Sundsvall Hockey 4–1 (2–0, 0–0, 2–1), 2687, AXA Sports Center - 2015-03-15 IK Pantern-Tingsryds AIF 1–4 (1–1, 0–2, 0–1) 411, Kirsebergs Ishall Omgång 3 - 2015-03-18 Tingsryds AIF-AIK 3–4 (2–1, 0–1, 1–1, 0–0, 0–1), 3184, Nelson Garden Arena - 2015-03-18 IF Sundsvall Hockey-Västerviks IK 2–0 (0–0, 1–0, 1–0), 1802, Sundsvall Energi Arena - 2015-03-18 IK Pantern-Södertälje SK 5–3 (2–1, 2–1, 1–1), 369, Kirsebergs Ishall Omgång 4 - 2015-03-20 AIK-IF Sundsvall Hockey 5–2 (2–1, 2–1, 1–0), 2739, Hovet, Johanneshov - 2015-03-20 Södertälje SK-Tingsryds AIF 4–7 (1–0, 1–2, 2–5), 2744, AXA Sports Center - 2015-03-20 Västerviks IK-IK Pantern 3–1 (0–1, 3–0, 0–0), 1467, Plivit Trade-hallen Omgång 5 - 2015-03-22 Södertälje SK-AIK 2–3 (1–0, 1–2, 0–0, 0–0, 0–1), 3376, AXA Sports Center - 2015-03-22 IK Pantern-IF Sundsvall Hockey 2–1 (0–0, 0–0, 2–1), 397, Kirsebergs Ishall - 2015-03-22 Tingsryds AIF-Västerviks IK 5–0 (1–0, 3–0, 1–0), 1727, Nelson Garden Arena | Omgång 6 - 2015-03-25 AIK-IK Pantern 4–0 (3–0, 1–0, 0–0), 2754, Hovet, Johanneshov - 2015-03-25 IF Sundsvall Hockey-Tingsryds AIF 2–0 (1–0, 1–0, 0–0), 1498, Sundsvall Energi Arena - 2015-03-25 Västerviks IK-Södertälje SK 0–3 (0–2, 0–0, 0–1), 1903, Plivit Trade-hallen Omgång 7 - 2015-03-28 IF Sundsvall Hockey-AIK 3–1 (0–0, 1–1, 2–0), 2256, Sundsvall Energi Arena - 2015-03-28 Tingsryds AIF-IK Pantern 3–4 (0–2, 3–1, 0–1), 1727, Nelson Garden Arena - 2015-03-28 Södertälje SK-Västerviks IK 2–3 (0–0, 1–1, 1–2), 3259, AXA Sports Center Omgång 8 - 2015-03-31 Västerviks IK-IF Sundsvall Hockey 1–2 (0–0, 1–0, 0–1, 0–0, 0–1), 1295, Plivit Trade-hallen - 2015-03-31 IK Pantern-AIK 4–1 (0–1, 0–0, 4–0), 931, Kirsebergs Ishall - 2015-03-31 Tingsryds AIF-Södertälje SK 3–1 (1–0, 1–1, 1–0), 2019, Nelson Garden Arena Omgång 9 - 2015-04-02 AIK-Tingsryds AIF 6–5 (2–1, 0–2, 3–2, 0–0, 1–0), 2827, Hovet, Johanneshov - 2015-04-02 IF Sundsvall Hockey-Södertälje SK 2–1 (1–1, 0–0, 1–0), 2546, Sundsvall Energi Arena - 2015-04-02 IK Pantern-Västerviks IK 4–2 (0–0, 2–0, 2–2), 423, Kirsebergs Ishall Omgång 10 - 2015-04-04 Västerviks IK-AIK 3–4 (2–1, 1–1, 0–1, 0–0, 0–1), 1687, Plivit Trade-hallen - 2015-04-04 Tingsryds AIF-IF Sundsvall Hockey 5–2 (1–1, 3–0, 1–1), 1923, Nelson Garden Arena - 2015-04-04 Södertälje SK-IK Pantern 6–2 (0–0, 2–1, 4–1), 2639, AXA Sports Center |

## Arenor
| Anläggningar för Hockeyallsvenskan 2014/2015            | Anläggningar för Hockeyallsvenskan 2014/2015                     | Anläggningar för Hockeyallsvenskan 2014/2015              | Anläggningar för Hockeyallsvenskan 2014/2015                  | Anläggningar för Hockeyallsvenskan 2014/2015           | Anläggningar för Hockeyallsvenskan 2014/2015                     | Anläggningar för Hockeyallsvenskan 2014/2015             |
| AIK                                                     | Almtuna IS                                                       | Asplöven HC                                               | IF Björklöven                                                 | BIK Karlskoga                                          | Karlskrona HK                                                    | Malmö Redhawks                                           |
| ------------------------------------------------------- | ---------------------------------------------------------------- | --------------------------------------------------------- | ------------------------------------------------------------- | ------------------------------------------------------ | ---------------------------------------------------------------- | -------------------------------------------------------- |
| Hovet Ort: Stockholm Kapacitet: 8094 Byggd: 1955        | Metallåtervinning Arena Ort: Uppsala Kapacitet: 2562 Byggd: 1974 | Arena Polarica Ort: Haparanda Kapacitet: 1200 Byggd: 1990 | T3 Center Ort: Umeå Kapacitet: 6002 Byggd: 1963               | Nobelhallen Ort: Karlskoga Kapacitet: 6360 Byggd: 1972 | Arena Karlskrona Ort: Karlskrona Kapacitet: 3464 Byggd: 2005     | Malmö Arena Ort: Malmö Kapacitet: 12800 Byggd: 2008      |
|                                                         |                                                                  |                                                           |                                                               |                                                        |                                                                  |                                                          |
| Mora IK                                                 | IK Oskarshamn                                                    | Rögle BK                                                  | Södertälje SK                                                 | Timrå IK                                               | Vita Hästen                                                      | VIK Västerås HK                                          |
| FM Mattsson Arena Ort: Mora Kapacitet: 4500 Byggd: 1967 | Arena Oskarshamn Ort: Oskarshamn Kapacitet: 3200 Byggd: 1974     | Lindab Arena Ort: Ängelholm Kapacitet: 5150 Byggd: 2009   | AXA Sports Center Ort: Södertälje Kapacitet: 6130 Byggd: 1970 | Eon Arena Ort: Timrå Kapacitet: 6000 Byggd: 2007       | Himmelstalundshallen Ort: Norrköping Kapacitet: 4500 Byggd: 1977 | ABB Arena Nord Ort: Västerås Kapacitet: 5800 Byggd: 2007 |
|                                                         |                                                                  |                                                           |                                                               |                                                        |                                                                  |                                                          |